# Feuer und Flamme
Feuer und Flamme (česky „Oheň a plamen“, s dodatečným přeneseným významem „velké nadšení“) je třetí album německé rockové skupiny Nena a čtvrté studiové album její zpěvačky Gabriele Susanne Kerner. Album bylo úspěšné a dosáhlo v Německu 2. místa žebříčku.
Podnícena úspěchem 99 Luftballons (1984), který zahrnoval anglické verze písní z prvních dvou alb skupiny, Nena znovu nahrála Feuer und Flamme v angličtině jako It’s All in the Game (1985), s texty kanadské zpěvačky Lisy Dalbello. Experiment komerčně propadl a s dalším albem kapely se již neopakoval. Gabriele Kerner nahrála novou dvojjazyčnou německo-anglickou verzi „ Anyplace, Anywhere, Anytime“ s Kim Wilde v roce 2002. Duet se stal velkým hitem v mnoha evropských zemích, včetně Německa, Rakouska, Belgie, Dánska, Švýcarska a Nizozemska.
Pátý a poslední singl z alba byl „Du kennst die Liebe nicht“, nicméně pro vydání singlu byla píseň kompletně znovu nahrána. Singlová verze byla později zahrnuta na kompilaci Nena die Band (1991).

## Seznam skladeb
Tento seznam skladeb představuje CD verzi Feuer und Flamme. LP edice má prohozené skladby 4 a 9. Délka stopy č. 10 na LP je 5:14 kvůli mnohem kratšímu (částečně vystřiženému) instrumentálnímu intru. Na některých vydáních CD je délka stopy č. 3 5:09.
1. Utopia – 3:38
2. Haus der drei Sonnen – 4:44
3. Jung wie du – 4:15
4. Es wird schon weitergeh’n – 3:36
5. Feuer und Flamme – 3:29
6. Gestern Nacht – 5:15
7. Das alte Lied – 4:25
8. Du kennst die Liebe nicht – 4:12
9. Ein Brief – 4:49
10. Irgendwie, irgendwo, irgendwann – 7:16